# Live at Leeds (album van The Who)

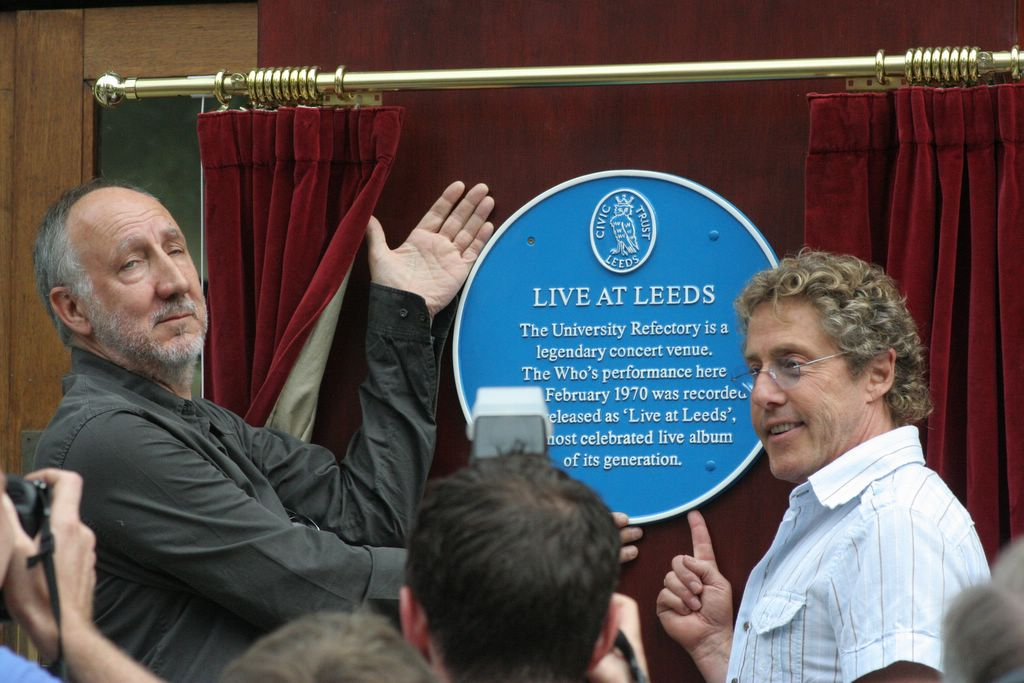
De onthulling van de blauwe plaquette door Roger Daltrey (r) en Pete Townshend

Live at Leeds (1970) is het eerste livealbum van de Britse rockband The Who, en tevens het enige livealbum dat uitgegeven werd toen de band gewoon opnames maakte en optrad. In 2003 stond het album op nummer 170 van Rolling Stone' List of the 500 greatest albums of all time en wordt beschouwd als een van de beste livealbums aller tijden.

## Achtergrond
Na de uitgifte van de rockopera Tommy in de zomer van 1969 ging The Who op een verlengde wereldtournee om het album te promoten. Tegen het einde van het jaar keerde de band terug naar Engeland, met als wens een livealbum van de tour te maken. Desalniettemin, de bandleden zagen op tegen het vooruitzicht van het luisteren naar honderden uren opnames, om uiteindelijk te beslissen welk van de concerten geschikt zou zijn om een album van te maken. Om het bootleggen te voorkomen, verbrandden zij alle opnames van de tournee en planden twee shows: één in de Universiteit van Leeds
en de andere in Hull, met de uitdrukkelijke bedoeling om een opname te maken en als livealbum uit te geven. De shows werden gegeven op 14 februari in Leeds en op 15 februari (1970) in Hull, maar wegens technische problemen met de opnames van de 15e - de baspartij was niet opgenomen - was het noodzakelijk voor de band om de show van de 14e als album uit te geven. Toen The Who in 2007 terugkwam in Hull, zei Roger Daltrey dat hij het jammer vond dat de opnames van Hull mislukt waren, omdat die toch echt beter waren dan die van Leeds.
Misschien vanwege de omstandigheden of omdat The Who zich in een hype bevond als gevolg van hun internationale succes van Tommy, of simpelweg omdat The Who op het hoogtepunt van hun opnamecarrière zat, bleek Live At Leeds een extreem populaire opname te worden. Het album werd eveneens een succes onder critici, met New York Times voorop, menend dat het album het beste live rockalbum was dat ooit gemaakt was. Deze reputatie staat zelfs vandaag de dag nog door Q Magazine, die het album recentelijk nog op de hoogste plaats zette van hun lijst van de beste livealbums aller tijden en kreeg zelfs een blauwe plaquette, een blijk van Brits nationaal erfgoed.
De hoes van het album lijkt op de simpele hoes van een bootlegelpee uit die tijd: het is okerbruin, met hierop geprint "The Who | Live At Leeds" in blauwe of rode blokletters, alsof het erop gedrukt is met inkt. De originele elpee is in 'vlinderstijl' te openen en heeft aan beide kanten een gleuf met aan de ene kant een papieren hoes om de opname te beschermen en aan de andere kant facsimiles van verschillende memorabilia, waaronder een foto van de band van tijdens de My Generation-fotoshoot, handgeschreven songteksten van het refrein van Tommy's "Listening To You" een kwitantie van rookbommen, en de vroege zwarte "Maximum R&B"-poster. Het label was handgeschreven (waarschijnlijk in Townshends handschrift), en had onder andere instructies voor de geluidstechnici om niet te proberen kraakjes in de opname te verwijderen (de opname is in feite erg 'schoon', met uitzondering van het gekraak van de elektrisch versterkte instrumenten).

## Track listing

### Originele uitgifte uit 1970
De originele elpee had zes nummers:
1. "Young Man Blues" (Allison) – 4:45
2. "Substitute" (Townshend) – 2:05
3. "Summertime Blues" (Capeheart, Cochran) – 3:22
4. "Shakin' All Over" (Frederick Heath) – 4:15
5. "My Generation" (Townshend) – 14:27
6. "Magic Bus" (Townshend) – 7:30

### Geremasterde cd uit 1995
De digitaal herstelde cd, uitgegeven in 1995, bestond uit de (verlengde) originele nummers, en verschillende nieuwe nummers:
1. "Heaven And Hell" (Entwistle) – 4:50
2. "I Can't Explain" (Townshend) – 2:58
3. "Fortune Teller" (Naomi Neville aka Allen Toussaint; origineel door Benny Spellman) – 2:34
4. "Tattoo" (Townshend) – 3:42
5. "Young Man Blues" (Allison) – 5:51
6. "Substitute" (Townshend) – 2:06
7. "Happy Jack" (Townshend) – 2:13
8. "I'm a Boy" (Townshend) – 4:41
9. "A Quick One, While He's Away" (Townshend) – 8:41
10. "Amazing Journey/Sparks" (Townshend) – 7:54
11. "Summertime Blues" (Jerry Capeheart/Eddie Cochran) – 3:22
12. "Shakin' All Over" (Frederick Heath) – 4:34
13. "My Generation" (Townshend) – 15:46
14. "Magic Bus" (Townshend) – 7:46

De digitaal herstelde cd omvat behalve de gewone nummers ook introducties en ander gepraat, wat voor de originele uitgifte achterwege gelaten was. Live at Leeds is ook te krijgen als luxe-editie, waarop nog meer tussen de nummers door gesproken wordt en waarvan het tweede schijfje een bijna complete uitvoering van Tommy bevat (op "Cousin Kevin", "Underture", "Sensation" en "Welcome" na). Tijdens het concert werd Tommy opgevoerd tussen de nummers "A Quick One, While He's Away" en "Summertime Blues"; de luxe-editie van de digitaal herstelde cd zet "Amazing Journey/Sparks" op de juiste plaats in het Tommy-optreden en omvat bijna alles wat tijdens het concert opgevoerd werd.
"Fortune Teller" en "Young Man Blues" zijn R&B-nummers die standaard een deel uitmaakten van The Who's podiumrepertoire. "Shakin' All Over" is een cover van een nummer van de Britse rockpionier Johnny Kidd uit de vroege jaren zestig en "Summertime Blues" is een cover van Eddie Cochrans nummer. (The Who's cover van "Summertime Blues" is gelijk aan de versie van Blue Cheer, wat toentertijd een hitsingle was.)
"My Generation" is verlengd tot een ongeveer zestien minutenlange medley, met onder andere "See Me, Feel Me" / "Listening To You", de instrumentale riff aan het einde van "Naked Eye", "The Seeker," en een aantal vrij ongewone thema's. "Magic Bus" is uitgetrokken tot zevenenhalve minuut. De rest van de nummers komt vrij goed overeen met de originele nummers, hoewel deze gespeeld wordt door een consistent hardrock powertrio (met zanger), in plaats van dat The Who op enigerlei wijze probeert het studiogeluid op het podium te laten herleven.
Een gelijkwaardig concert aan Live at Leeds werd in 1996 uitgegeven als Live at the Isle of Wight Festival 1970, evenals de film van hetzelfde evenement, genaamd Listening to You: The Who at the Isle of Wight Festival.

### Luxe-editie (2001)

#### Disc one
1. "Heaven and Hell" (Entwistle)
2. "I Can't Explain" (Townshend)
3. "Fortune Teller" (Neville)
4. "Tattoo" (Townshend)
5. "Young Man Blues" (Allison)
6. "Substitute" (Townshend)
7. "Happy Jack" (Townshend)
8. "I'm a Boy" (Townshend)
9. "A Quick One, While He's Away" (Townshend)
10. "Summertime Blues" (Cochran & Capehart)
11. "Shakin' All Over" (Johnny Kidd a.k.a. Fred Heath)
12. "My Generation" (Townshend)
13. "Magic Bus" (Townshend)

#### Disc two (Tommy)
1. "Overture" (Townshend)
2. "It's a Boy" (Townshend)
3. "1921" (Townshend)
4. "Amazing Journey" (Townshend)
5. "Sparks" (Townshend)
6. "Eyesight to the Blind" (Sonny Boy Williamson)
7. "Christmas" (Townshend)
8. "The Acid Queen" (Townshend)
9. "Pinball Wizard" (Townshend)
10. "Do You Think It's Alright?" (Townshend)
11. "Fiddle About" (Entwistle)
12. "Tommy, Can You Hear Me?" (Townshend)
13. "There's a Doctor" (Townshend)
14. "Go to the Mirror" (Townshend)
15. "Smash the Mirror" (Townshend)
16. "Miracle Cure" (Townshend)
17. "Sally Simpson" (Townshend)
18. "I'm Free" (Townshend)
19. "Tommy's Holiday Camp" (Moon)
20. "We're Not Gonna Take It" (Townshend)

Gedurende het concert werden, "Summertime Blues," "Shakin' All Over," "My Generation," en "Magic Bus" gespeeld na de Tommy-set, maar voor het luistercomfort werd Tommy" geheel op de tweede disc gezet, waardoor de andere nummers op de eerste disc te staan kwamen te staan. In 1970 werd een gangbaar Who-concert op deze manier gespeeld, maar pas in 1996 werd er een officiële uitgifte gedaan van een album met het integrale concert uit 1970.
Alles van het Tommy-gedeelte is voorheen niet eerder uitgegeven, met uitzonderingen van "Amazing Journey", "Sparks" en "Pinball Wizard".

Een gedeelte van "We're Not Gonna Take It", genaamd "See Me, Feel Me", werd eveneens eerder uitgegeven in de Thirty Years of Maximum R&B-box.

## Uitgaven
[1970] Track 2406 001 (in het V.K.), Decca DL 79175 (in de V.S.)De originele elpee-uitgave. Beiden apart uitgegeven, maar bijna tegelijkertijd in de V.S. en het V.K.. Hoes, boekjes, tracklist etc. zijn zoals boven beschreven. Geproduceerd door The Who.
[1990] MCAD-37000 / DIDX-353De originele cd-heruitgave. Hoes als boven beschreven, alleen zonder uitvouw of boekjes. Zilveren MCA-standaardlabel met titel en tracklist. Nummers zoals de originele elpee. Geen productiecredits opgegeven.
[1995] MCAD-11215De digitaal herstelde cd. Hoes zoals boven beschreven, met uitzondering van betere inkt op de nagemaakte druk. Label is gelijk aan de originele elpee, met de notitie voor de technici veranderd in "Kraakjes in de opname zijn gecorrigeerd!". Uitgebreide tracklist, zoals boven beschreven. Het bijgevoegde boekje bestaat uit tien pagina's met onder meer noten van Chris Charlesworth, noten bij elk nummer, kleinere facsimiles van alle originele boekjes, facsimiles van persclips die pasten bij het concert of het album, en foto's van de band, genomen tijdens een van de twee Leeds University concerten. Producent: Jon Astley. Executive producers: Bill Curbishley, Robert Rosenberg en Chris Charlesworth.
[2001] MCAD-112618Luxe-editie van twee schijfjes van de digitaal herstelde cd. Hoes is gelijk aan het origineel, maar met een nóg helderdere opdruk. De verpakking is van papier met een transparante vinyl schuifhoes. Witte labels met minimale tekst, waarvan een deel nog steeds handgeschreven is. Tracklist is zoals boven beschreven, met het totale Tommy-optreden geïncludeerd. De hoes opent als een facsimile van de elpee en toont de originele inserts zoals ze in de gleuven van het origineel zaten. Daarna wordt het uitgevouwen in vier panelen, met hierop verkleinde facsimiles van de originele inserts. In een van de gleuven zit een boekje van veertien pagina's met noten van Chris Charlesworth, notes van zowel de Tommy- als de niet-Tommy-nummers, foto's van de band uit die tijd en een paar reproducties van perskaarten en inserts van het origineel. Producent: John Astley. Executive Producers: Bill Curbishley, Robert Rosenberg en Chris Charlesworth.

## Bezetting
- Roger Daltrey - Zang, mondharmonica, tamboerijn
- Pete Townshend - Gitaar, Zang
- John Entwistle - Basgitaar, zang
- Keith Moon - Drums, zang